# Флаги Ямало-Ненецкого автономного округа
Список флагов муниципальных образований Ямало-Ненецкого автономного округа Российской Федерации.
Все муниципальные образования округа имеют утверждённые флаги.
На 23 апреля 2021 года в Ямало-Ненецком автономном округе насчитывалось 20 муниципальных образований — 6 городских округов, 6 муниципальных округов, 1 муниципальный район и 7 сельских поселений.

## Флаги городских округов
| Флаг | Наименование                                     | Дата утверждения               | Номер в ГГР |
| ---- | ------------------------------------------------ | ------------------------------ | ----------- |
|      | Флаг муниципального образования город Салехард   | 18 февраля 1998 9 декабря 2004 | 230         |
|      | Флаг муниципального образования город Губкинский | 24 октября 1998 29 мая 2006    | 481         |
|      | Флаг муниципального образования город Лабытнанги | 10 сентября 2004               | 1509        |

| Флаг | Наименование                                        | Дата утверждения           | Номер в ГГР |
| ---- | --------------------------------------------------- | -------------------------- | ----------- |
|      | Флаг муниципального образования город Муравленко    | 17 мая 1999                | 473         |
|      | Флаг муниципального образования город Новый Уренгой | 24 мая 1999 27 ноября 2008 | 498         |
|      | Флаг муниципального образования город Ноябрьск      | 14 декабря 1995            | 559         |

## Флаги муниципальных округов
| Флаг | Наименование                                       | Дата утверждения                 | Номер в ГГР |
| ---- | -------------------------------------------------- | -------------------------------- | ----------- |
|      | Флаг муниципального округа Красноселькупский район | 1 декабря 1999                   | 646         |
|      | Флаг муниципального округа Надымский район         | 25 декабря 2007 24 сентября 2020 | 3811        |
|      | Флаг муниципального округа Приуральский район      | 23 апреля 1999                   | 490         |

| Флаг | Наименование                               | Дата утверждения              | Номер в ГГР |
| ---- | ------------------------------------------ | ----------------------------- | ----------- |
|      | Флаг муниципального округа Пуровский район | 19 июня 1998 21 сентября 2020 | 323         |
|      | Флаг муниципального округа Тазовский район | 16 июня 1998 22 сентября 2020 | 294         |
|      | Флаг муниципального округа Ямальский район | 11 января 1999                | 414         |

## Флаг муниципального района
| Флаг | Наименование                                       | Дата утверждения | Номер в ГГР |
| ---- | -------------------------------------------------- | ---------------- | ----------- |
|      | Флаг муниципального образования Шурышкарский район | 29 июня 1999     | 497         |

## Флаги сельских поселений
| Флаг | Наименование                                                      | Дата утверждения | Номер в ГГР |
| ---- | ----------------------------------------------------------------- | ---------------- | ----------- |
|      | Флаг муниципального образования Азовское Шурышкарского района     | 25 августа 2009  | 5711        |
|      | Флаг муниципального образования Горковское Шурышкарского района   | 25 декабря 2009  | 5857        |
|      | Флаг муниципального образования Лопхаринское Шурышкарского района | 22 октября 2009  | 5756        |
|      | Флаг муниципального образования Мужевское Шурышкарского района    | 30 января 2009   | 5053        |

| Флаг | Наименование                                                      | Дата утверждения | Номер в ГГР |
| ---- | ----------------------------------------------------------------- | ---------------- | ----------- |
|      | Флаг муниципального образования Овгортское Шурышкарского района   | 29 марта 2010    | 6031        |
|      | Флаг муниципального образования село Питляр Шурышкарского района  | 12 ноября 2009   | 5760        |
|      | Флаг муниципального образования Шурышкарское Шурышкарского района | 5 июня 2009      | 5066        |

## Флаги упразднённых МО
| Флаг | Наименование | Дата утверждения | Номер в ГГР |
| Законом Ямало-Ненецкого автономного округа от 24 мая 2012 года № 27-ЗАО муниципальные образования Мужевское и Восяховское были преобразованы в муниципальное образование Мужевское                                      | Законом Ямало-Ненецкого автономного округа от 24 мая 2012 года № 27-ЗАО муниципальные образования Мужевское и Восяховское были преобразованы в муниципальное образование Мужевское | Законом Ямало-Ненецкого автономного округа от 24 мая 2012 года № 27-ЗАО муниципальные образования Мужевское и Восяховское были преобразованы в муниципальное образование Мужевское | Законом Ямало-Ненецкого автономного округа от 24 мая 2012 года № 27-ЗАО муниципальные образования Мужевское и Восяховское были преобразованы в муниципальное образование Мужевское |
| --- | --- | --- | --- |
| | Флаг муниципального образования Восяховское Шурышкарского района | 30 июня 2009 | 5709 |
| | | | |
| Законом Ямало-Ненецкого автономного округа от 23 апреля 2021 года № 30−ЗАО все муниципальные образования муниципального района Красноселькупский район были преобразованы в муниципальный округ Красноселькупский район | | | |
| | Флаг муниципального образования село Красноселькуп Красноселькупского района | 27 октября 2006 | 3462 |
| | Флаг муниципального образования село Ратта Красноселькупского района | 21 мая 2009 | 4954 |
| | Флаг муниципального образования Толькинское Красноселькупского района | 26 февраля 2007 27 апреля 2007 | 3351 |
| | | | |
| Законом Ямало-Ненецкого автономного округа от 23 апреля 2020 года № 38-ЗАО все муниципальные образования муниципального района Надымский район были преобразованы в муниципальный округ Надымский район                 | | | |
| | Флаг муниципального образования посёлок Заполярный Надымского района | 30 апреля 2015 | 10347 |
| | Флаг муниципального образования посёлок Пангоды Надымского района | 27 октября 2008 | 4526 |
| | Флаг муниципального образования Кутопьюганское Надымского района | 27 ноября 2014 | 9968 |
| | Флаг муниципального образования посёлок Лонгъюган Надымского района | 28 февраля 2013 | 8354 |
| | Флаг муниципального образования село Ныда Надымского района | 26 октября 2010 | 6776 |
| | Флаг муниципального образования посёлок Правохеттинский Надымского района | 29 мая 2009 | 5696 |
| | Флаг муниципального образования посёлок Приозёрный Надымского района | 6 февраля 2009 | 4762 |
| | Флаг муниципального образования посёлок Ягельный Надымского района | 19 сентября 2012 | 7795 |
| Законом Ямало-Ненецкого автономного округа от 23 апреля 2021 года № 32−ЗАО городское поселение посёлок Харп Приуральского района было объединено с городским округом город Лабытнанги                                   | | | |
| | Флаг муниципального образования посёлок Харп Приуральского района | 26 апреля 2011 | 7206 |

| Флаг | Наименование | Дата утверждения | Номер в ГГР |
| Законом Ямало-Ненецкого автономного округа от 23 апреля 2020 года № 40-ЗАО все муниципальные образования муниципального района Пуровский район были преобразованы в муниципальный округ Пуровский район | Законом Ямало-Ненецкого автономного округа от 23 апреля 2020 года № 40-ЗАО все муниципальные образования муниципального района Пуровский район были преобразованы в муниципальный округ Пуровский район | Законом Ямало-Ненецкого автономного округа от 23 апреля 2020 года № 40-ЗАО все муниципальные образования муниципального района Пуровский район были преобразованы в муниципальный округ Пуровский район | Законом Ямало-Ненецкого автономного округа от 23 апреля 2020 года № 40-ЗАО все муниципальные образования муниципального района Пуровский район были преобразованы в муниципальный округ Пуровский район |
| --- | --- | --- | --- |
| | Флаг муниципального образования город Тарко-Сале Пуровского района | 5 июня 2007 | 3353 |
| | Флаг муниципального образования посёлок Уренгой Пуровского района | 3 июня 2008 | 4571 |
| | Флаг муниципального образования Пуровское Пуровского района | 4 сентября 2009 | 4628 |
| | Флаг муниципального образования посёлок Пурпе Пуровского района | 3 июня 2011 | 7209 |
| | Флаг муниципального образования село Самбург Пуровского района | 28 декабря 2008 | 4574 |
| | Флаг муниципального образования село Халясавэй Пуровского района | 4 мая 2008 | 4075 |
| | Флаг муниципального образования посёлок Ханымей Пуровского района | 9 апреля 2012 29 ноября 2012 | 7723 |
| | Флаг муниципального образования деревня Харампур Пуровского района | 22 июня 2012 | 7924 |
| | | | |
| Законом Ямало-Ненецкого автономного округа от 23 апреля 2020 года № 39-ЗАО все муниципальные образования муниципального района Тазовский район были преобразованы в муниципальный округ Тазовский район | | | |
| | Флаг муниципального образования село Антипаюта Тазовского района | 4 марта 2010 | 5971 |
| | Флаг муниципального образования село Газ-Сале Тазовского района | 25 августа 2009 | 5971 |
| | Флаг муниципального образования село Гыда Тазовского района | 5 ноября 2009 | 5758 |
| | Флаг муниципального образования село Находка Тазовского района | 23 марта 2010 | 6035 |
| | Флаг муниципального образования посёлок Тазовский Тазовского района | 25 февраля 2009 | 4852 |
| | | | |
| Законом Ямало-Ненецкого автономного округа от 23 апреля 2021 года № 31−ЗАО все муниципальные образования муниципального района Ямальский район были преобразованы в муниципальный округ Ямальский район | | | |
| | Флаг муниципального образования село Новый Порт Ямальского района | 28 декабря 2010 | 6768 |